# Psychoedukation
Psychoedukation ist eine systematische und strukturierte Vermittlung von wissenschaftlich fundiertem Wissen über zumeist psychische Krankheiten.
Psychoedukation kann unterschiedlichen Zielen dienen und wird folglich in inhaltlich sehr spezifischen bis sehr breit gefächerten Bereichen eingesetzt, z. B. im Rahmen einer bestimmten Therapie, um Krankheitsverständnis und -bewältigung zu verbessern, oder zur Verbesserung der Psychohygiene generell in der
Allgemeinbevölkerung. Die Psychoedukation stellt kein eigenes Therapieverfahren dar, sondern wird in einem solchen lediglich als eine Behandlungsmaßnahme unter vielen eingesetzt.

## Ziele
Die Psychoedukation hat immer das Ziel, mit der Vermittlung von Kenntnissen und Fertigkeiten einen gesundheitsförderlichen Lebensstil zu ermöglichen. Dies erfolgt je nach Kontext in unterschiedlichen Formen:
- Zu Beginn und im Verlauf einer Therapie wird mit Psychoedukation eine Verbesserung des Verständnisses einer Erkrankung und deren Behandlung angestrebt. Dies soll auch die Krankheitsbewältigung erleichtern. Zum Beispiel erfolgt eine Aufklärung über eine bestimmte Diagnose und das entsprechende Störungsmodell.
- Am Ende einer Behandlung kann Psychoedukation dazu dienen, die Integration des in der Therapie neu erlernten Verhaltens in den Alltag sicherzustellen.
- In der Rehabilitation wird mit Patientenschulungen versucht, die Wahrscheinlichkeit eines Rückfalls zu verringern und die Folgen abzumildern.
- Bei spezifischen Einschränkungen können kompensatorische Fähigkeiten vermittelt werden (z. B. im Rahmen einer Neuro-Rehabilitation).
- Erhöhung des Bewusstseins und der Akzeptanz bestimmter Erkrankungen durch Aufklärung in der Allgemeinbevölkerung.

Die Psychoedukation richtet sich in den meisten Fällen an Personen, die gerade an einer bestimmten Erkrankung leiden (insbesondere an psychischen Störungen wie Schizophrenie, Depression, Zwangs- und Angststörungen, ADHS) oder infolge einer Erkrankung an Patientenschulungen teilnehmen (auch bei körperlichen Krankheiten wie kardiovaskulären oder Krebs-Erkrankungen). Gegebenenfalls werden die Angehörigen mit einbezogen.

## Wirkprinzipien
Es wird angenommen, dass Patienten Missverständnisse und fehlerhafte Vorstellungen über ihre Störung durch neues, wissenschaftlich fundiertes Wissen überdenken und korrigieren. So können auch dysfunktionale (gestörte) Verhaltensweisen und Einstellungen geändert werden. Ebenfalls wird davon ausgegangen, dass die Einordnung des eigenen (bzw. bei Angehörigen fremden) Leidens in ein vorhandenes Krankheitsbild strukturierend und entlastend wirkt.
Dadurch soll auch Optimismus gegenüber der Behandlung gefördert werden, um Therapiemotivation (s. a. Compliance, Adherence) zu stärken und zusätzliche Belastungen (z. B. durch Scham, Selbstabwertung und Stigmatisierung) zu reduzieren. Durch Psychoedukation wird der Patient aktiv in das Behandlungskonzept mit einbezogen und behandelt seine Krankheit im gemeinsamen Austausch sozusagen gleichberechtigt mit den Behandelnden. Die Interaktion zwischen Therapeut und Klient wird in gegenseitiger Beziehung vertieft und bildet die Grundlage für den Behandlungserfolg. Patienten und einbezogene Angehörige, die über das Krankheitsbild genauer informiert sind, fühlen sich weniger hilflos. Außerdem soll das Wiedererkrankungsrisiko (Rückfallrisiko) so gesenkt werden.

## Umsetzung
Psychoedukation kann im Einzelgespräch oder in Gruppen erfolgen und wird im deutschsprachigen Raum meist von Psychologen, Ärzten, aber auch von Dipl.-Sozialpädagogen, Ergotherapeuten oder geschultem Pflegepersonal durchgeführt. In den Gruppen werden mehrere Patienten gemeinsam über ihre Erkrankungen informiert. Dabei spielen auch der Erfahrungsaustausch zwischen den Betroffenen und die gegenseitige Unterstützung eine Rolle beim Heilungsprozess.
Im pazifischen und asiatischen Raum werden psychoedukative Gruppenprogramme vermehrt von pflegerischen Fachkräften entwickelt und mittels Forschung überprüft.
Die hauptsächlich verbalen Vermittlungsformen im Einzel- und Gruppensetting (Vorträge, Diskussionen, Rollenspiele, Verhaltensübungen) können um schriftliche Materialien (Selbsthilfemanuale, Literatur, Broschüren etc.) ergänzt werden (s. a. Bibliotherapie).
Seit einigen Jahren werden zunehmend systematische Gruppenprogramme entwickelt, die so genannten psychoedukativen Manuale, um das Wissen über einzelne Störungsbilder und Erkrankungen den Patienten und Angehörigen gut verständlich zugänglich zu machen.

## Entstehungsgeschichte
Der Begriff Psychoedukation (engl.: psychoeducation, „Psycho-Ausbildung“) wurde in den USA erstmals 1980 von der Ärztin C.M. Anderson im Rahmen der Schizophrenie-Behandlung gebraucht. Hierbei konzentrierte sie sich sowohl auf die Aufklärung der Familienangehörigen bezüglich der Symptome und des Verlaufs der Erkrankung als auch auf die Stärkung sozialer Kompetenzen, auf die Verbesserung im Umgang der Familienmitglieder untereinander und auf effektivere Stressbewältigung.
Ihren Ursprung hat Psychoedukation in der Verhaltenstherapie, in der das Wiedererlernen der eigenen emotionalen und sozialen Kompetenz im Vordergrund steht.
Im Vorfeld der Verhaltenstherapie hat Paul Dubois den Terminus der Edukation (franz. éducation) im Rahmen seiner Persuasionstherapie bereits 1908 gebraucht. Dubois gilt als einer der Vordenker der Psychoedukation und als jener Wissenschaftler, der den Begriff „Edukation“ erstmals in Psychologie und Psychotherapie eingeführt
hat.
In Kanada hat der Begriff eine längere, allerdings eher psychoanalytisch-heilpädagogische Tradition.

## Mögliche Risiken und Nebenwirkungen
Bei Anwendung der Psychoedukation gibt es auch Risiken:
Die Vermittlung detaillierten Wissens über die
Krankheit, insbesondere über Heilungschancen, Therapiemöglichkeiten und Krankheitsverläufe kann den Betroffenen oder dessen Angehörige unter Umständen stark belasten. Deshalb sollte man sich zuvor ein genaues Bild über den momentanen psychischen Zustand des Patienten machen. Dabei sollte berücksichtigt werden, über wie viel Wissen der Patient bereits verfügt und wie viel Wissen der Patient im aktuellen Zustand überhaupt aufnehmen und verarbeiten kann. Dabei sollten die Aufmerksamkeits- und Konzentrationsfähigkeit sowie die emotionale Belastbarkeit des Patienten berücksichtigt werden. Akut erkrankte Patienten mit einer schizophrenen Psychose, die unter massiven Denk-, Konzentrations- und Aufmerksamkeitsstörungen leiden, sind zu Beginn ihrer Erkrankung häufig überfordert, wenn sie mit zu vielen Informationen konfrontiert werden.
Im Rahmen einer Psychoedukationsmaßnahme kann nur eine (möglichst wissenschaftlich gut begründete) Auswahl an Sichtweisen bzw. Therapiemöglichkeiten berücksichtigt und mit dem Betroffenen durchgesprochen werden. Somit können Betroffene möglicherweise ein unvollständiges Bild über ihre Krankheit und ihre Behandlungsmethoden erhalten und über Behandlungsalternativen nur auf entsprechend eingeschränktem Informationsniveau entscheiden. Jedoch sollte auch bei einer vollständigen Darstellung der Behandlungsmöglichkeiten darauf geachtet werden, die Betroffenen nicht mit zu vielen Informationen zu überfordern.

## Kritik
Im Kontrast zu den behavioristischen und kognitiven Bezügen des Konzeptes zeigen sich aus der Perspektive systemischer Beratung und Therapie einige kritische Aspekte. Dazu gehört, dass sich Krankheitssymptome verfestigen können, weil die uneingeschränkte Akzeptanz der Pathologie und Behinderung durch die am Prozess Beteiligten die Chancen, dysfunktionale Muster in den lebensweltlichen Bezügen zu verändern, einschränkt oder gar verhindert.